# Мануш Стаменов
 Тази статия е за просветният деец.  За анархиста вижте Мануш Стаменов (анархист).  
Мануш Стаменов е български просветен деец от Македония.

## Биография
Мануш Стаменов е роден през или около 1887 година в струмишкото село Ангелци, тогава в Османската империя, днес в Северна Македония. Завършва в 1906 година с двадесет и първия випуск Солунската българска мъжка гимназия. Преподава в българската гимназия „Св. св. Кирил и Методий“, която е бившата Солунска българска мъжка гимназия, преместена в Струмица, след като Солун попада в Гърция след Балканските войни. Учебната 1919/1920 година не започва и след като Струмица е предадена на Кралството на сърби, хървати и словенци, смесената непълна гимназия се мести в Петрич, където учител е и Мануш Стаменов. В Петрич са открити двата класа IV и V. Поради много лошите условия и препълнеността на града с бежанци от Македония, учителският съвет решава през следващата учебна година, гимназията да се премести в Горна Джумая, което е одобрено от министерството.